# Рей Річардс
Реймонд Річардс (англ. Raymond Richards; нар. 18 травня 1946, Кройдон, Англія) — австралійський футболіст англійського походження, півзахисник.

## Клубна кар'єра
Футбольну кар'єру розпочав у напівпрофесіональному лондонському клубі «Кройдон». У 1963 році 16-річний Рей підписав професіональний контракт з «Лейтон Орієнт», але вирішив емігрувати до Австралії, де уклав договір з «Бардон Латробе» з Брисбена. У 1968 році перейшов до іншого брисбенського клубу «Голландія», а в сезоні 1969 року перебрався в Сідней з «Сідней Кроатія», який виступав у Прем'єр-лізі Нового Південного Уельса (на той час виший футбольний дивізіон штату Новий Південний Уельс). По ходу сезону перебрався в «Марконі Сталліонс» з Другого дивізіон чемпіонату штату Нового Південного Уельсу. У 1969 році допоміг «Марконі Сталліонс» вийти до вищого дивізіону чемпіонату штату. Виступав за команду до 1977 року, коли відбувся перший розіграш Національної футбольної ліги Австралії. У 1979 році зіграв 4 матчі за сіднейський «АПІА Лейхгардт».

## Кар'єра в збірній
У футболці національної збірної Австралії дебютував 5 листопаду 1967 року в переможному (5:3) матчі проти Нової Зеландії в Сайгоні. У 1973 році Австралія вперше виборола путівку на чемпіонат світу (1974 року). На турнірі в ФРН Пітер зіграв з капітнаською пов'язкою у всих трьох матчах австралійців на груповому етапі (з НДР 0:2, ФРН 0:3 та з Чилі 0:0). У поєдинку з Чилі отримав дві жовті картка, але головний абрітр матчу Джафар Намдар забув показати червону картку, лише через 4 хвилини, після підказки 4-о арбітра Клайва Томаса, іранець виправив власну помилку й попросив Річардса покинути поле. У період з 1967 по 1975 рік зіграв 31 матч у футболці збірної Австралії, у футболці якої відзначився 5-а голами.

## Кар'єра тренера
З 1974 по 1976 рік був граючим головним тренером «Марконі Сталліонс».

## Відзнаки
Член Зали слави Федерації футболу Австралії.